# Per Jonsson (speedwayförare)
Per Christer Jonsson, född 21 mars 1966, är en svensk före detta speedwayförare. 
Som 16-åring slog han igenom genom att bli femma i SM-finalen. De enda problemen i tidiga karriären var bristen på pengar men inom några år hade han etablerat sig även internationellt. 1990 blev han världsmästare individuellt och 1992 tog han VM-silver. 
Han är rullstolsburen sedan 1994 efter en krasch i en seriematch i Polen. Idag är han inom speedwayen expertkommentator på C More Entertainment. 2006 var han – samt många andra som kört i Rospiggarna – inbjuden till Greg Hancocks Testimonial.

## Ulica Pera Jonssona
Den polska staden Toruń beslöt i januari 2010 att namnge en av stadens gator efter den förre världsmästaren. 5 april samma år skedde den officiella namngivningen av ulica Pera Jonssona ('Per Jonssons gata'), vilket kom att bli gatan som löper invid Marian Rose Motoarena. Denna arena, som hädanefter kommit att ligga vid ulica Pera Jonssona 7, är Polens största arena specialbyggd för speedway.